# ジョージ・グラントハム・ベイン

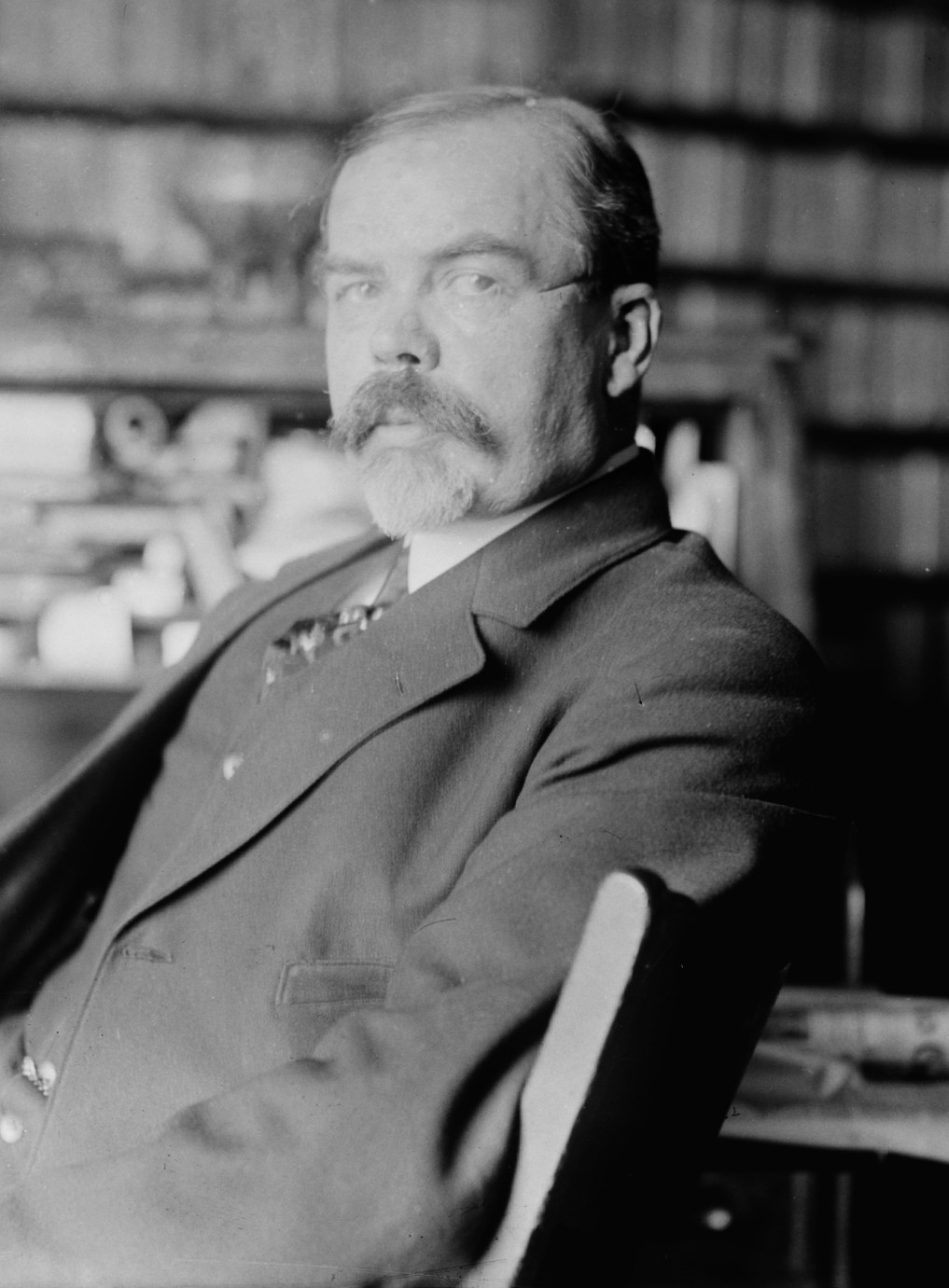
ジョージ・グラントハム・ベイン（1910-15年頃）

ジョージ・グラントハム・ベイン（George Grantham Bain、1865年1月7日 - 1944年4月20日）は、アメリカ合衆国の写真家。米国では「海外写真報道の父」"the father of foreign photographic news" として知られている。

## 生涯
1865年1月7日、イリノイ州シカゴにおいて、ジョージ・ベイン（George Bain）とクララ・メイザー（Clara Mather）の子として生まれた。その後家族はシカゴからミズーリ州セントルイスに引っ越し、ベインはセントルイス大学の学部で化学を学び、のちに同大学から法学士の学位 (Law degree) を取得している。
卒業後、ベインはセントルイス・グローブ・デモクラット紙 (St. Louis Globe-Democrat) の記者となった。翌年、彼はセントルイス・ポスト・ディスパッチ紙 (St. Louis Post-Dispatch) に移籍、ワシントンD.C.特派員となった。彼はユナイテッド・プレス社（UPI通信社の前身の一つ）のために働いたのち、1898年にベイン・ニュース・サービス社（Bain News Service）を興した。
1944年4月20日、ニューヨーク・マンハッタンのベルビュー病院 (Bellevue Hospital) において、79歳で死去した。

## ベイン・コレクション
アメリカ議会図書館印刷物・写真部門（Prints and Photographs Division）のジョージ・グラントハム・ベイン・コレクション（The George Grantham Bain Collection）は、およそ4万枚のガラス乾板と5万枚の写真からなる。そのほとんどはスキャンされ、オンラインでの利用が可能である。大部分は1900年から1920年代半ばに撮影されたものであるが、古いものは1860年代までさかのぼり、新しいものは1930年代まで下る。
ベインによる画像の大部分はニューヨーク市での出来事を扱ったものであるが、彼はまたニュースを配信する目的で世界じゅうの出来事を写真にした。 図書館は「ベインの写真ファイルは、地元のスポーツイベント、演劇、有名人、犯罪、ストライキ、災害、女性参政権運動を含む政治活動、大会、祝賀行事などを豊富に記録している」と記している。
コレクションに含まれる写真には、著作権上の制限はないが、何枚かの重要な画像については不正な配信を防ぐための著作権表示が付けられていた。

## ギャラリー

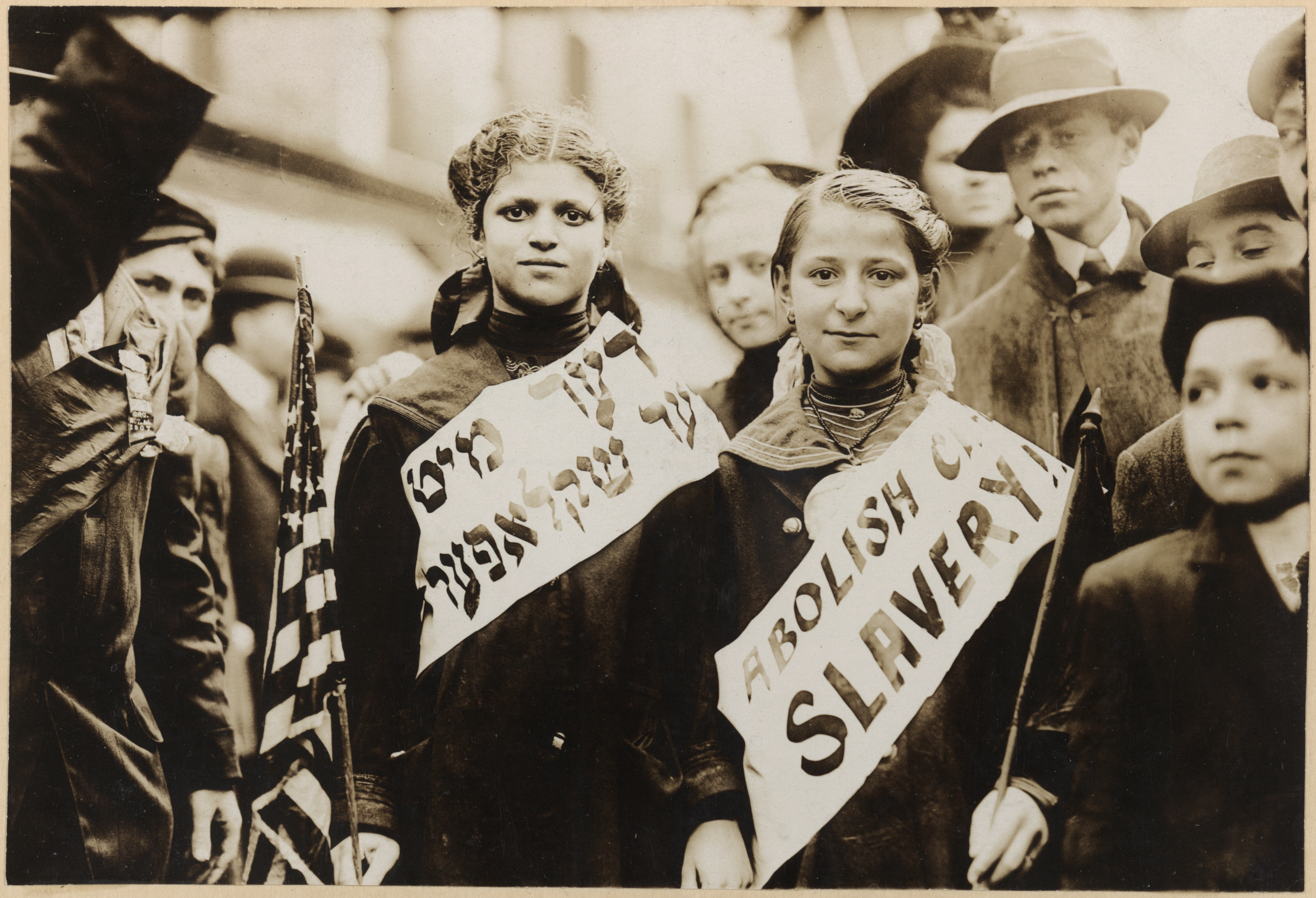
2人の少女が「児童奴隷廃止」のスローガンを英語とイディッシュ語で記したたすきをつけている。1909年
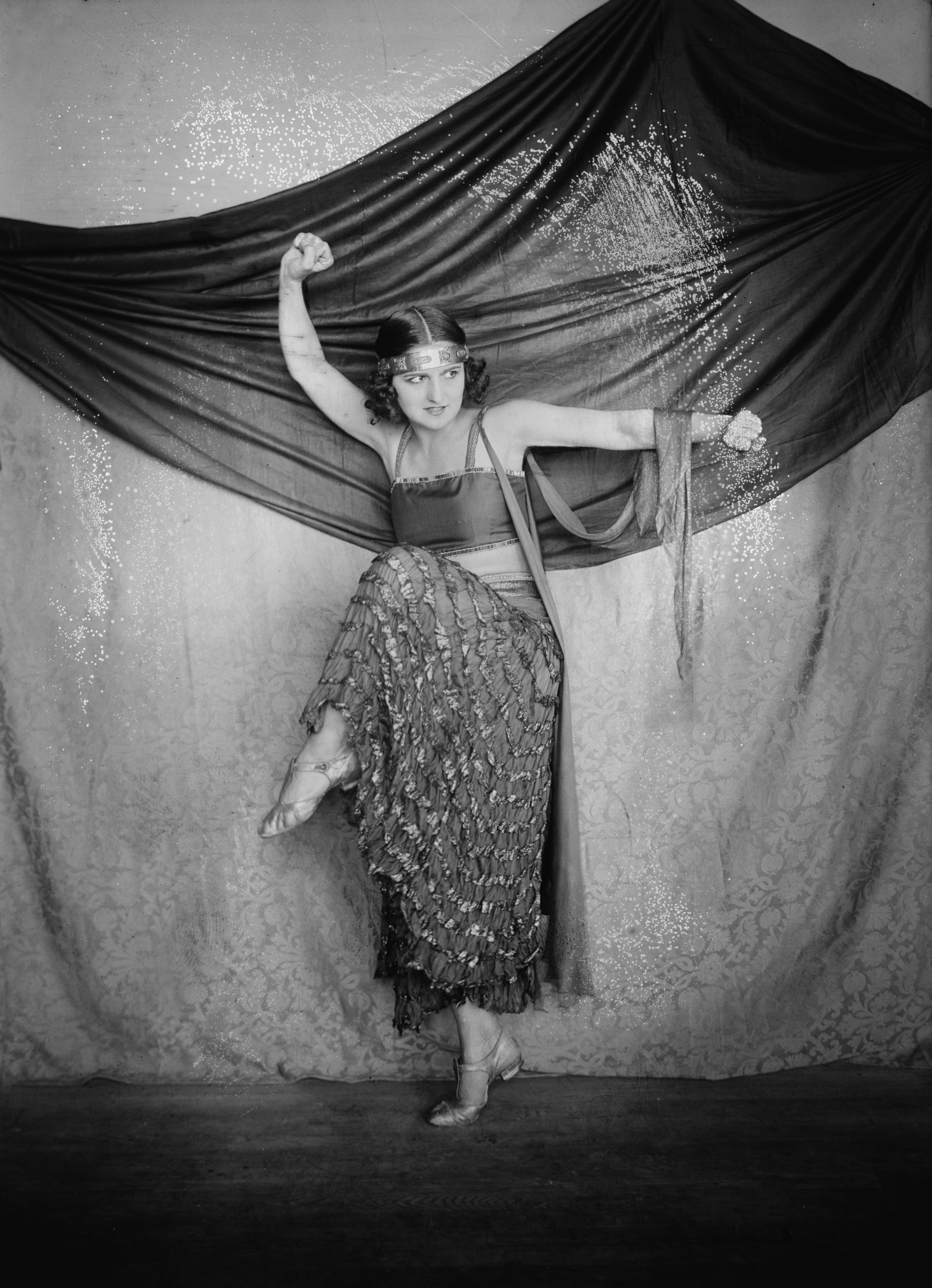
アルベルティーナ・ラッシュ（英語版）のジプシーダンス（gypsy dance）。1915年
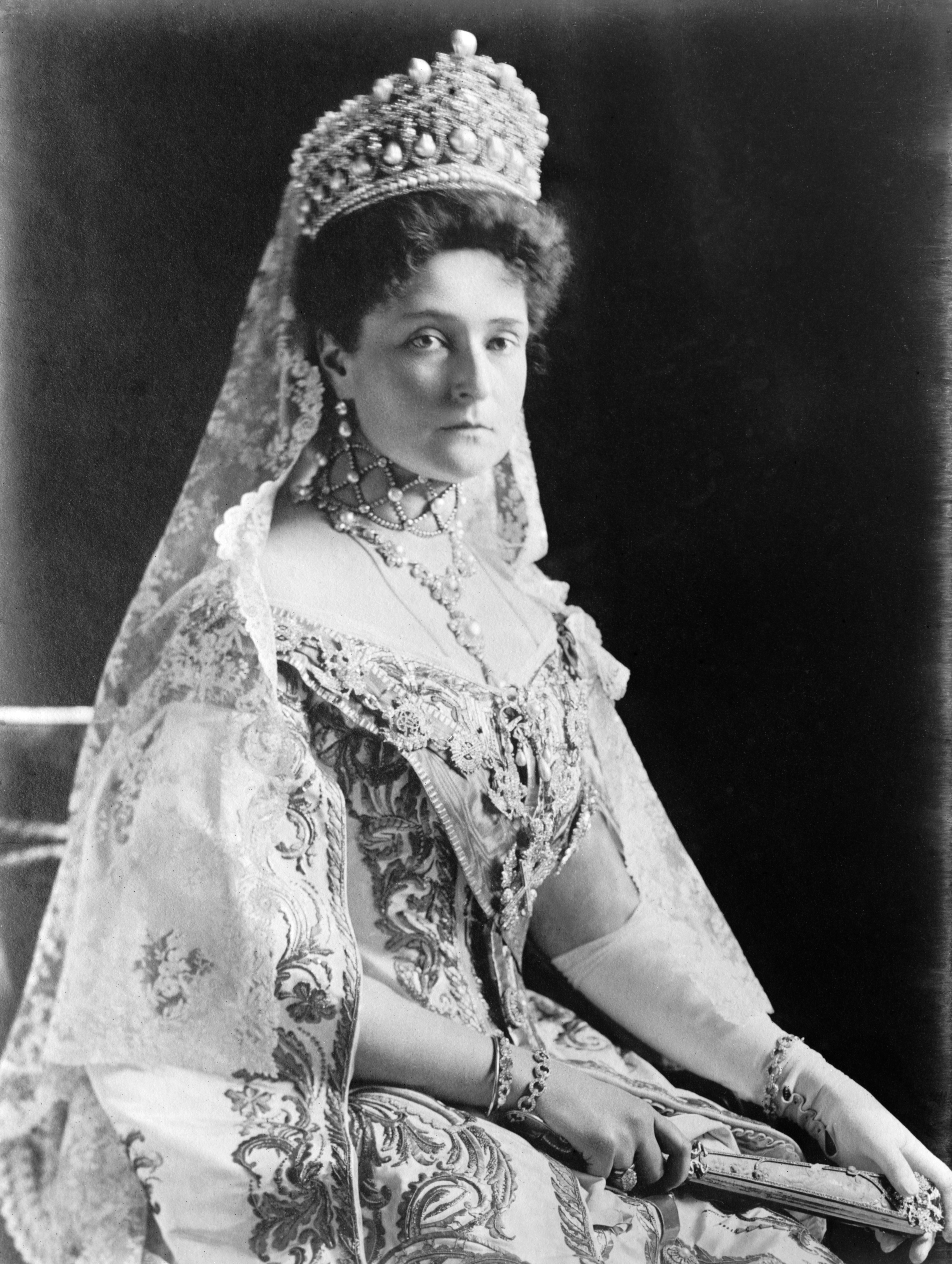
アレクサンドラ・フョードロヴナ (ニコライ2世皇后)
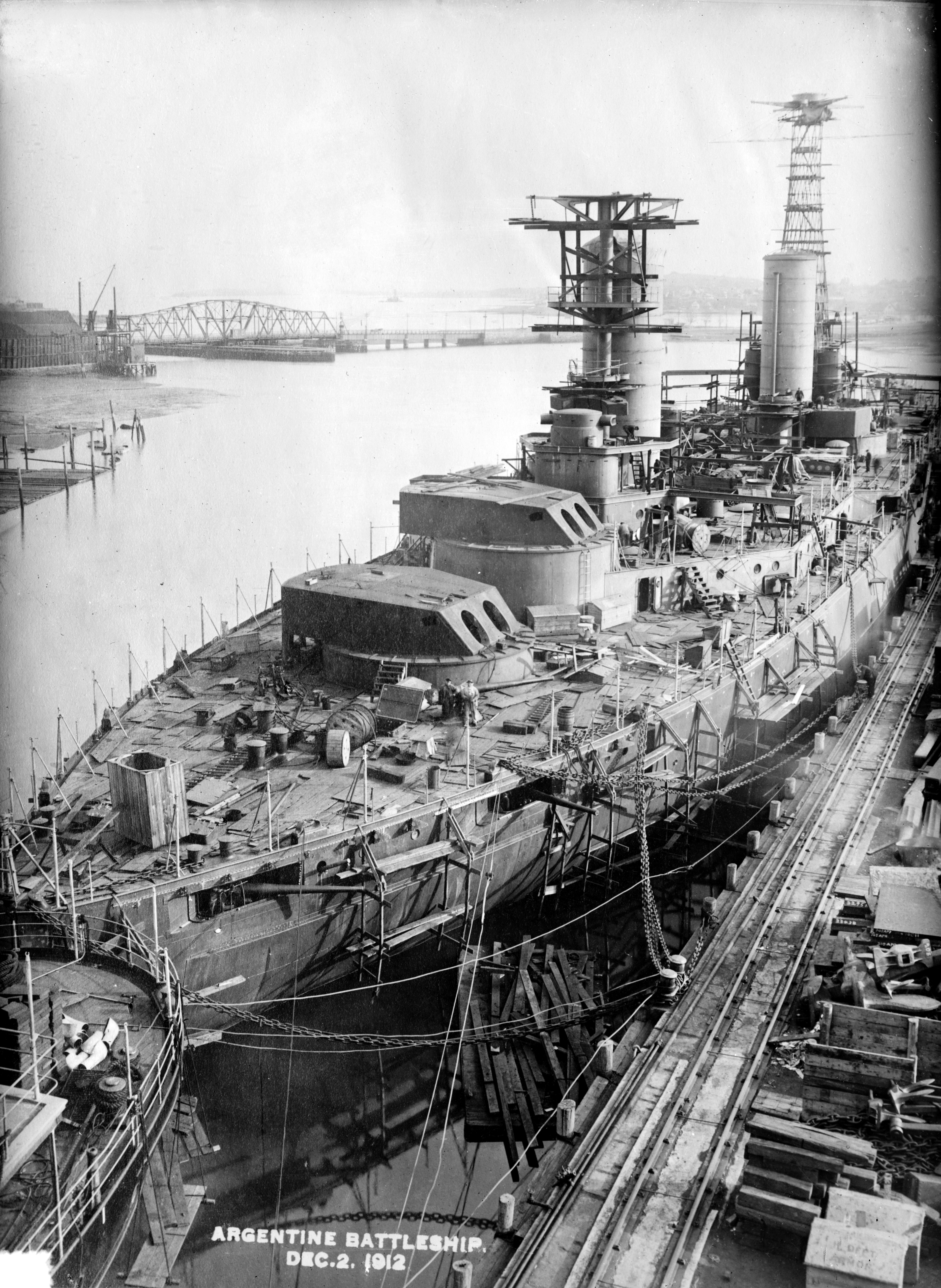
アルゼンチン海軍のリバダビア級戦艦。1912年
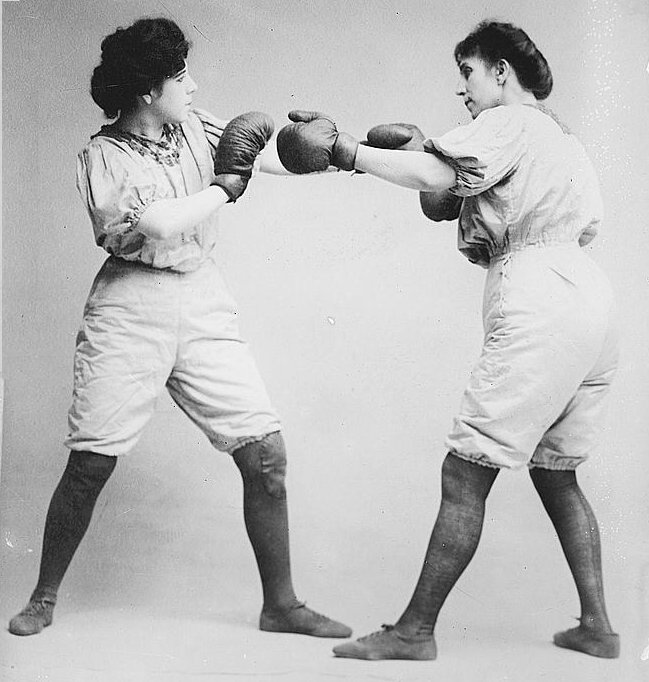
ベネット姉妹（The "Bennett Sisters"）のボクシング
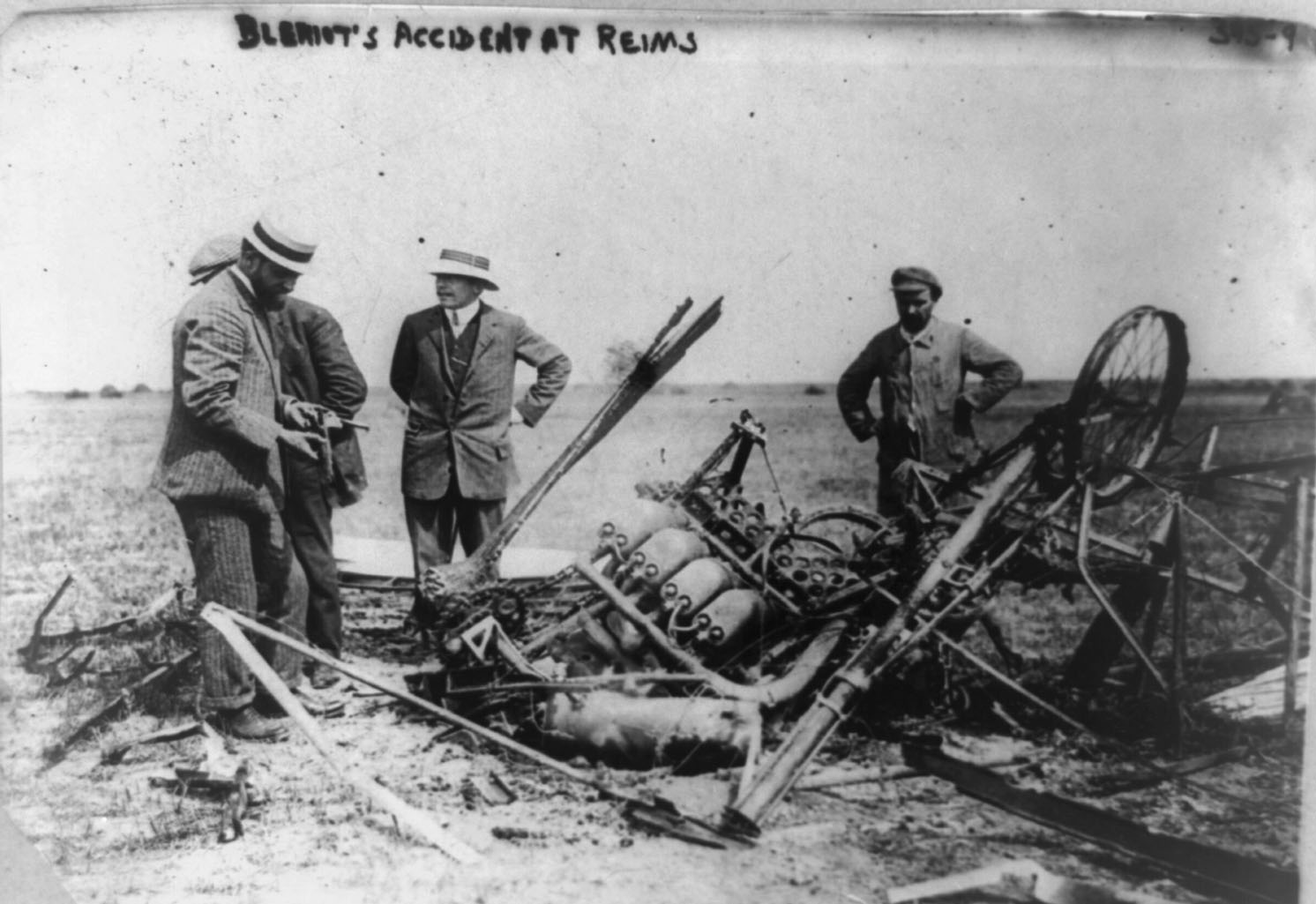
ランスで墜落したルイ・ブレリオの乗機の残骸。1909年
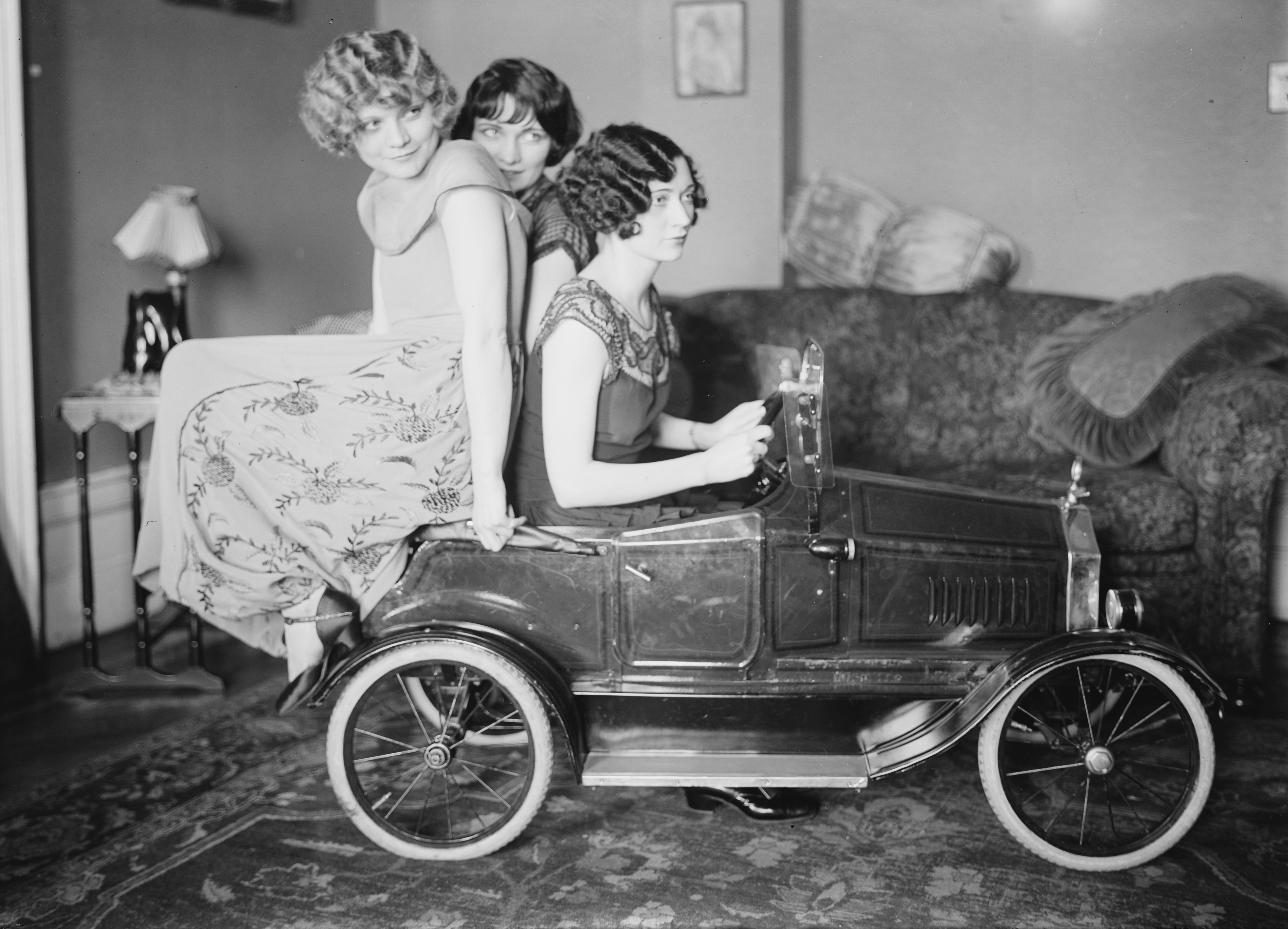
おもちゃの自動車でポーズをとるブロックス姉妹（英語版）（歌手）。右から Loryane, Bobbe, Patricia
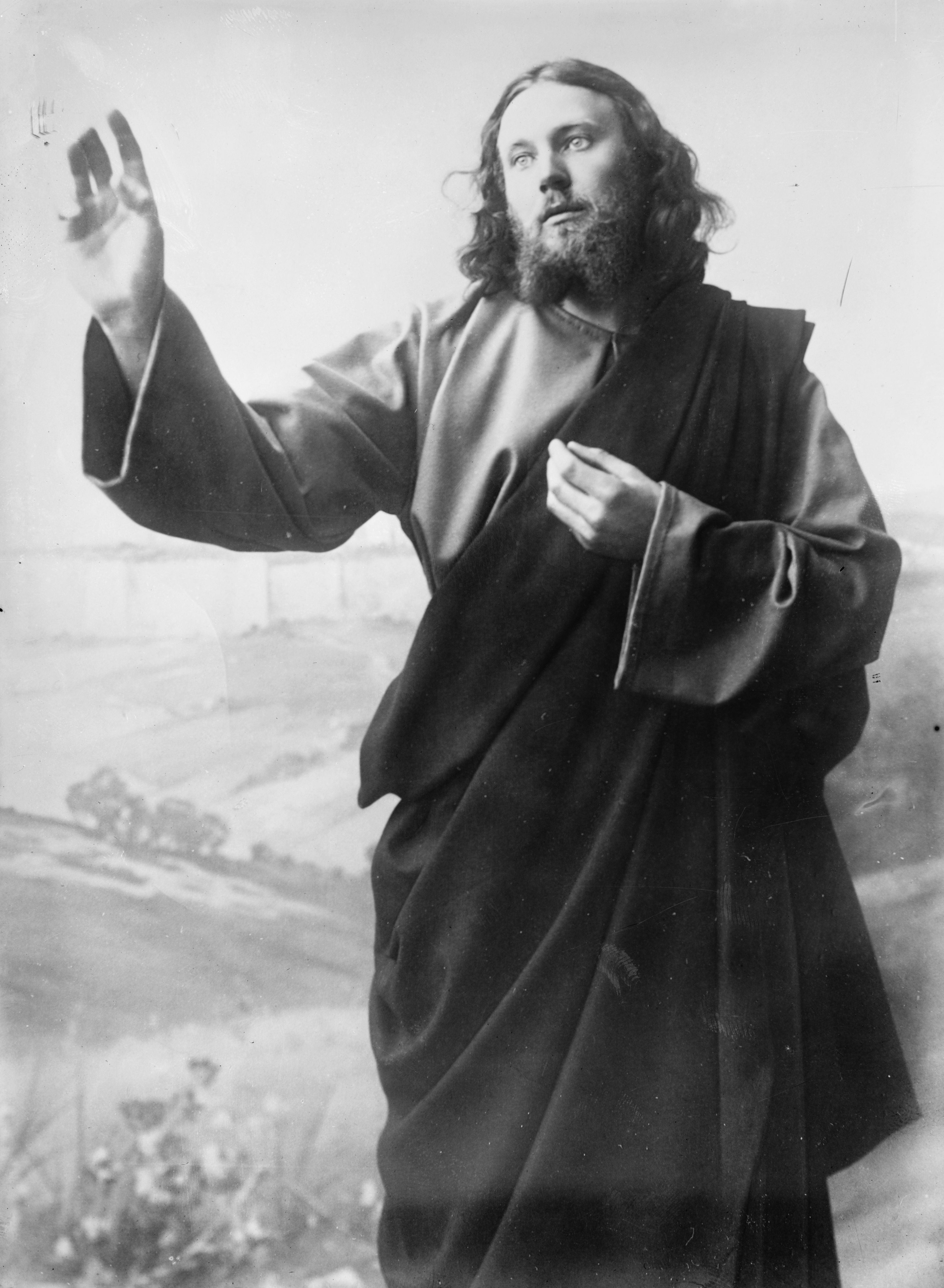
オーバーアマガウの受難劇 (Oberammergau Passion Play) でキリストを演じるアントン・ラング (Anton Lang) 。1900年
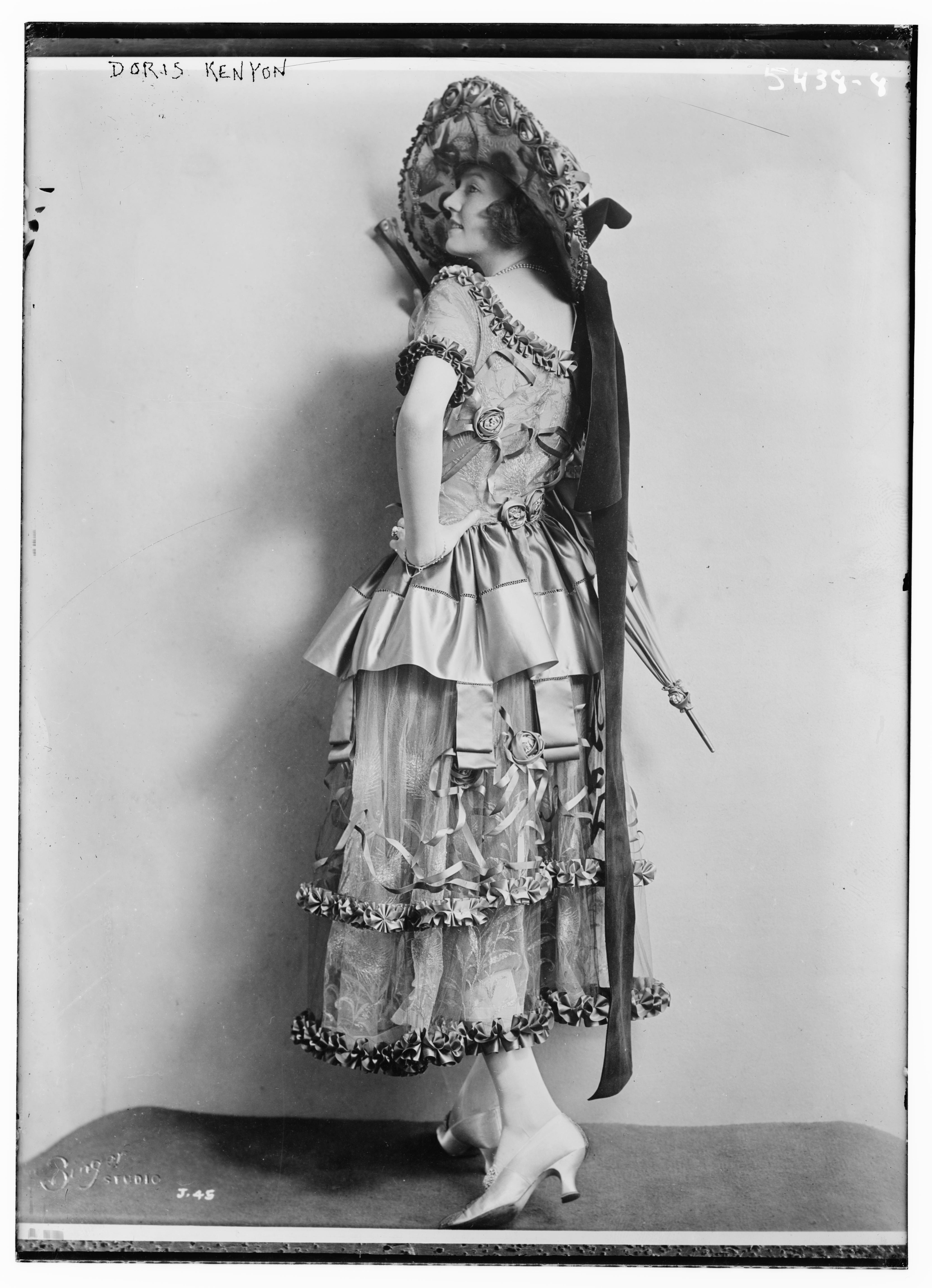
女優ドリス・ケニヨン（英語版）
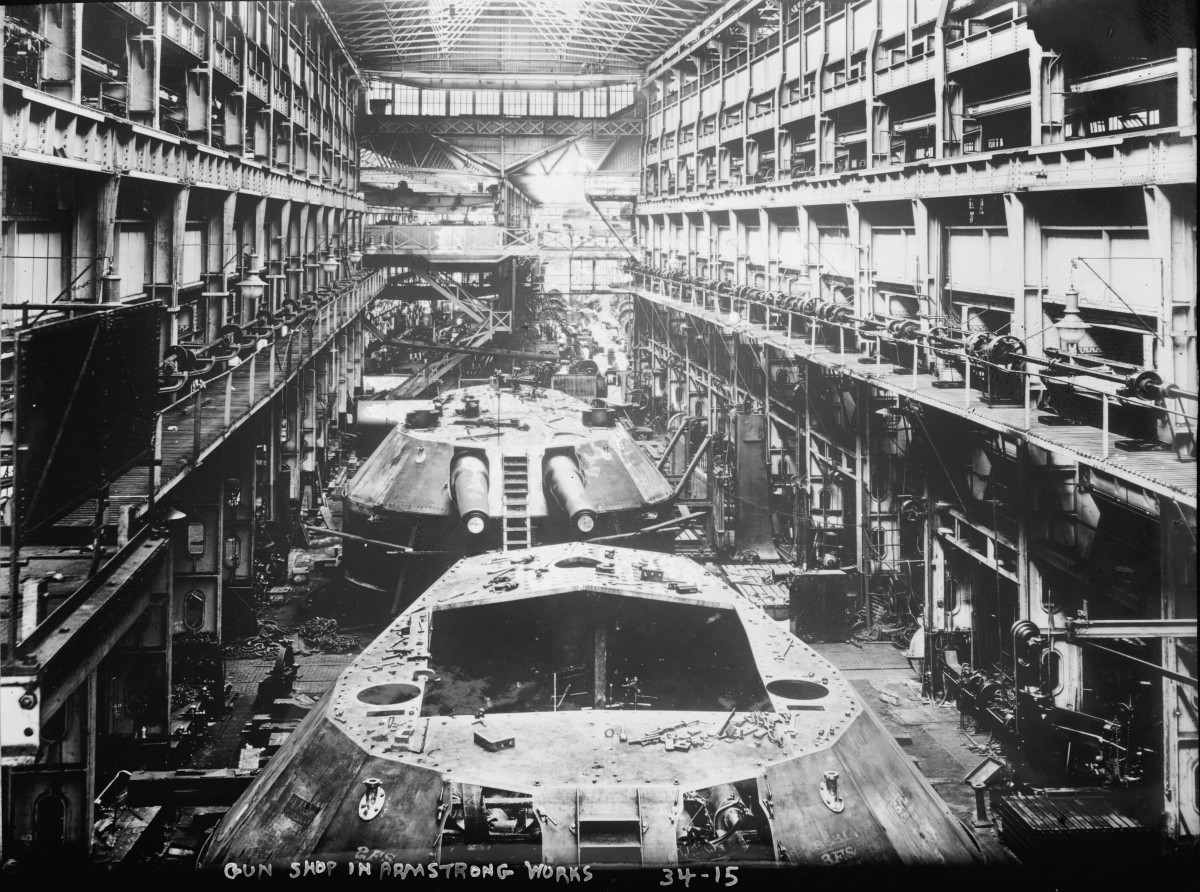
アームストロング製作所の銃販売所。1902年-1903年
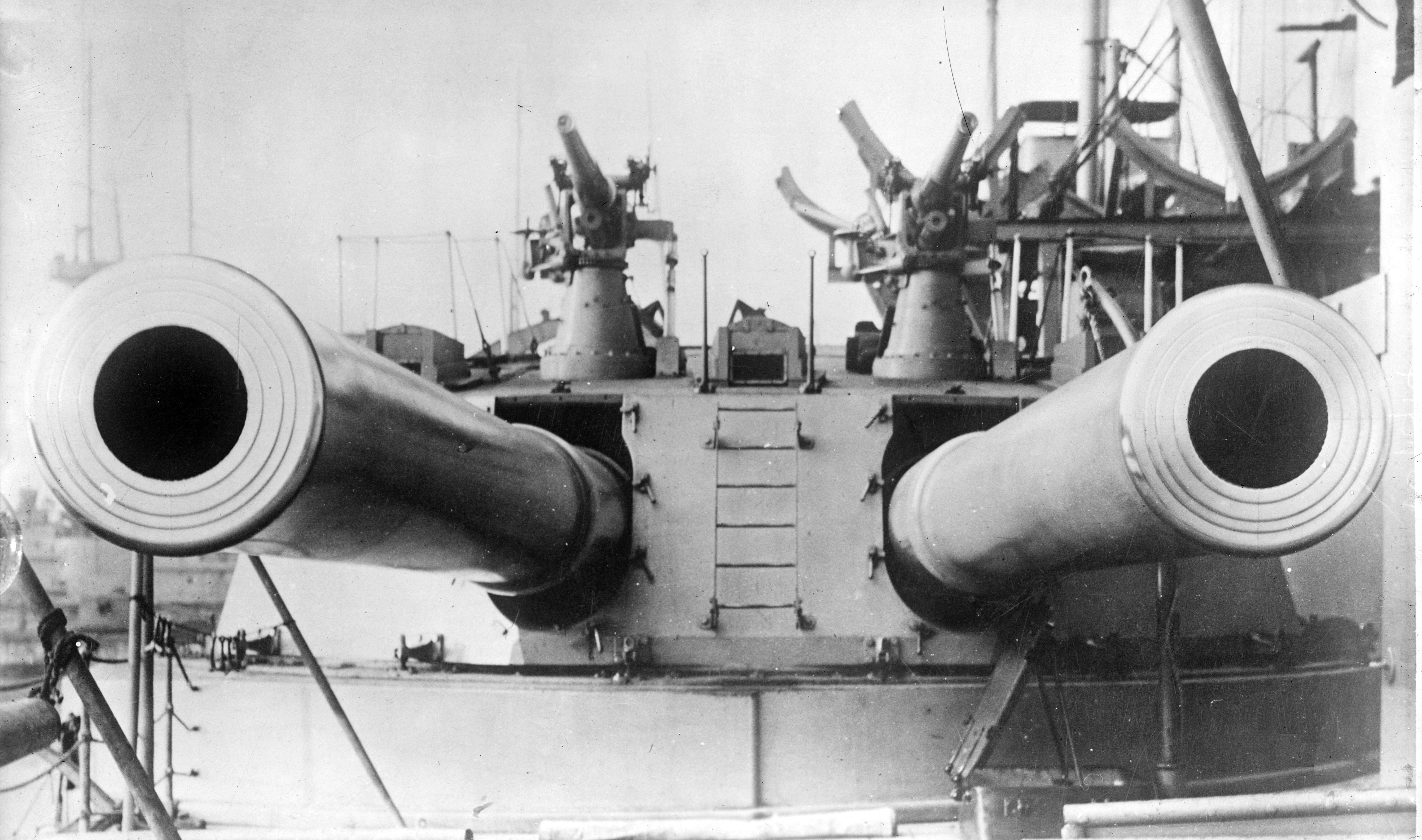
戦艦ドレッドノートの12インチ砲。1907年から1922年のいずれかの時期
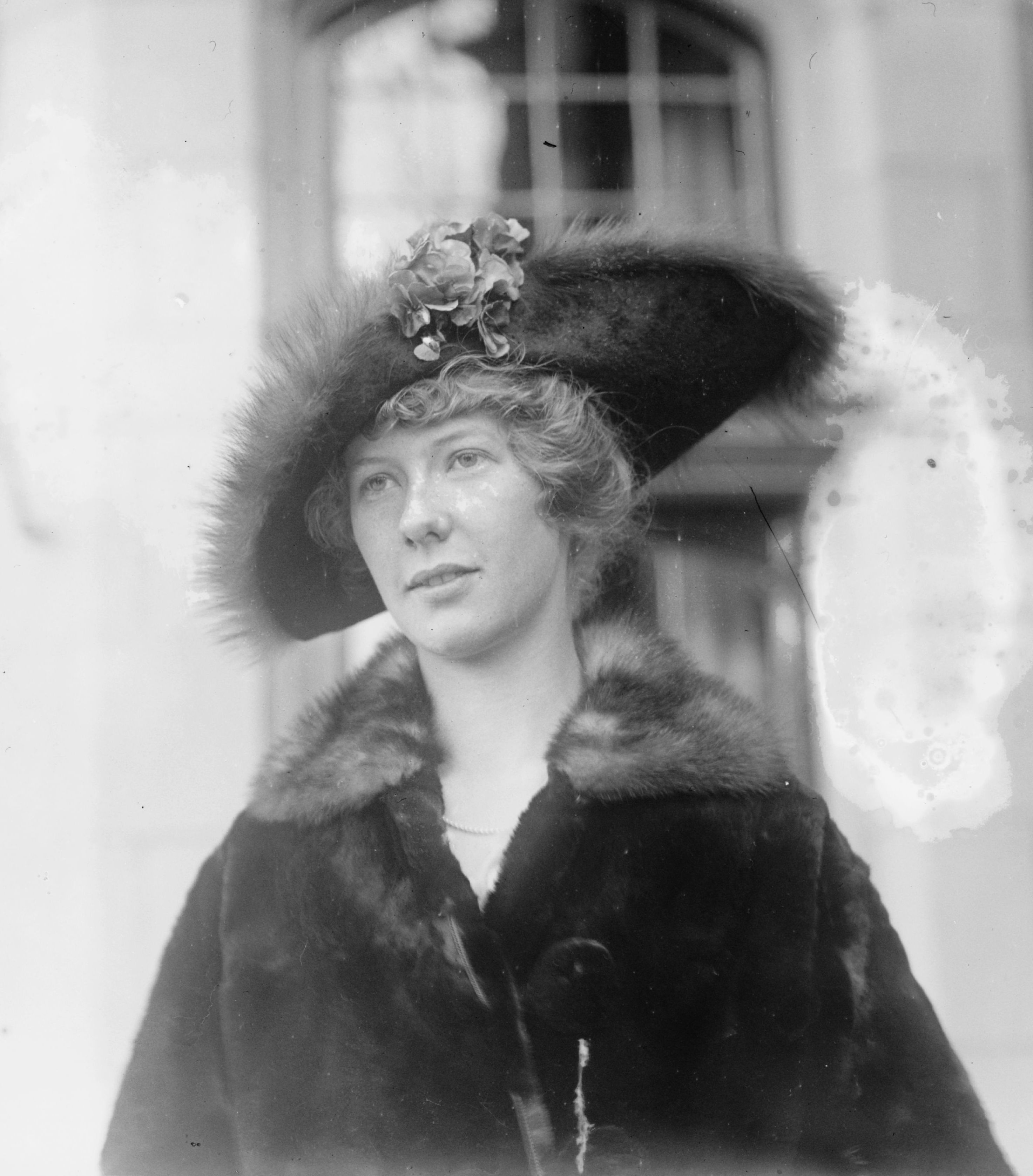
米国のソーシャライト、Helen Dinsmore Huntington
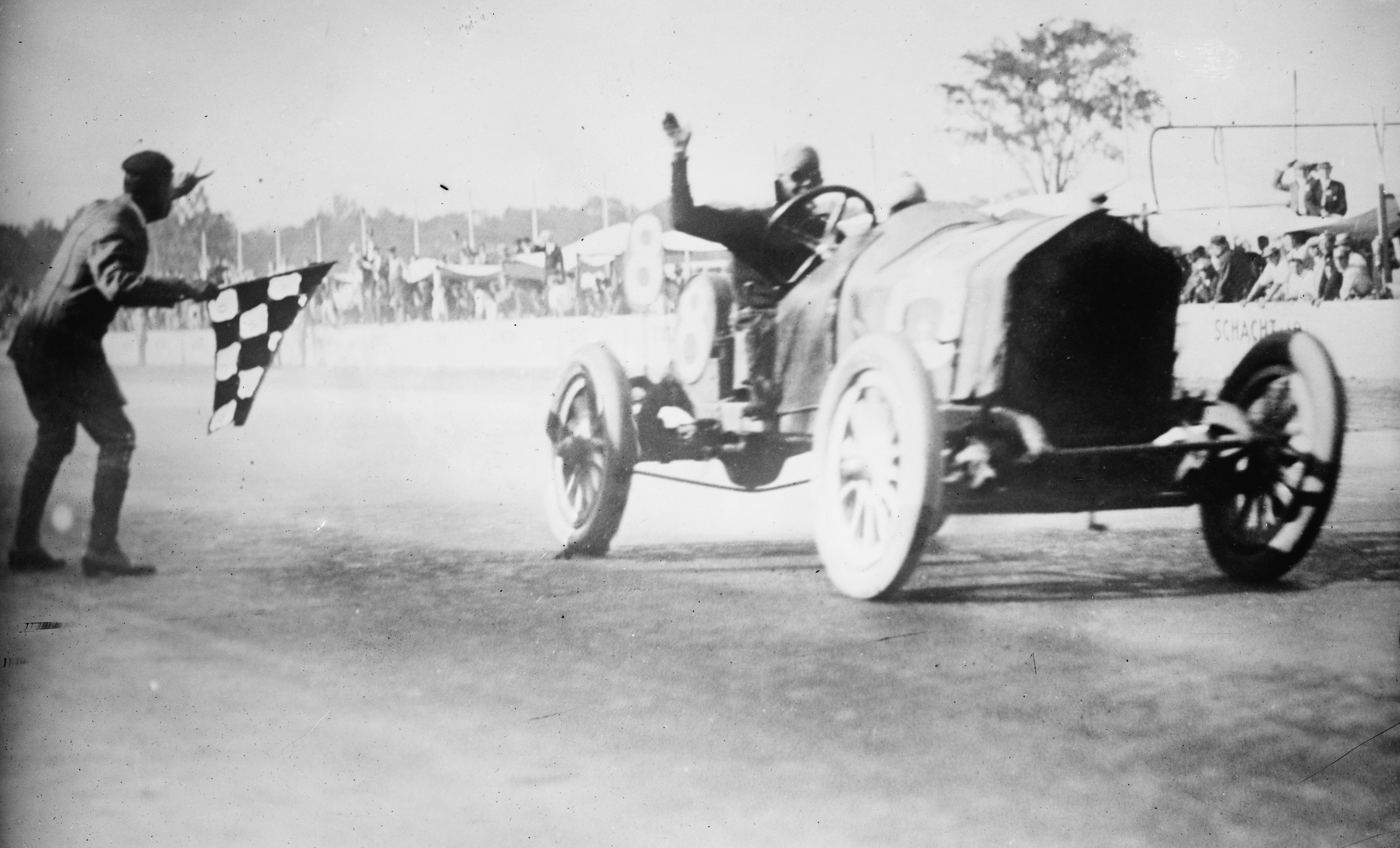
1912年のインディ500 (1912 Indianapolis 500) で優勝したJoe Dawson
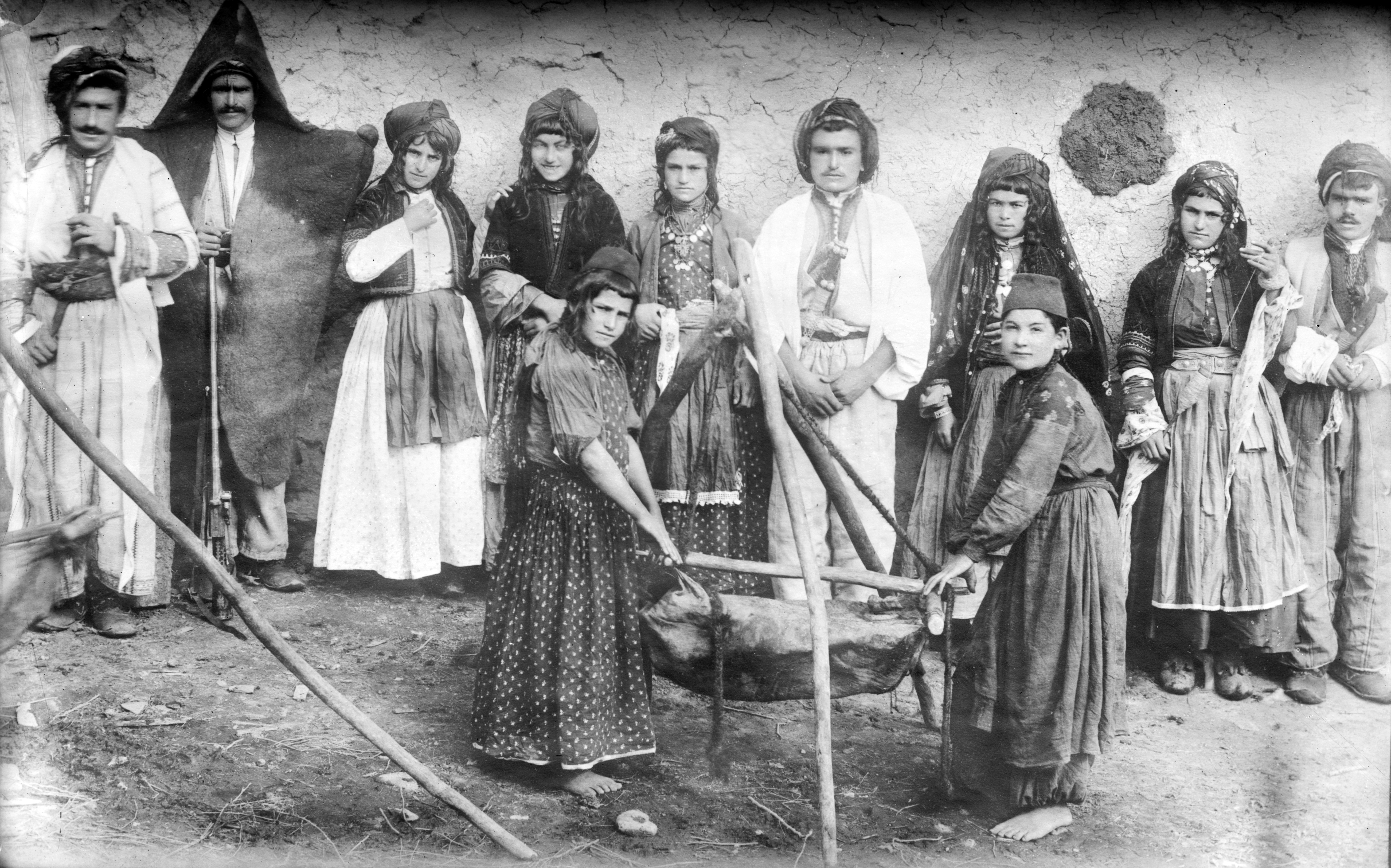
ペルシャ・マワナ (Mavana) でバターを作るネストリウス派キリスト教徒（アッシリア人）。日付不明。
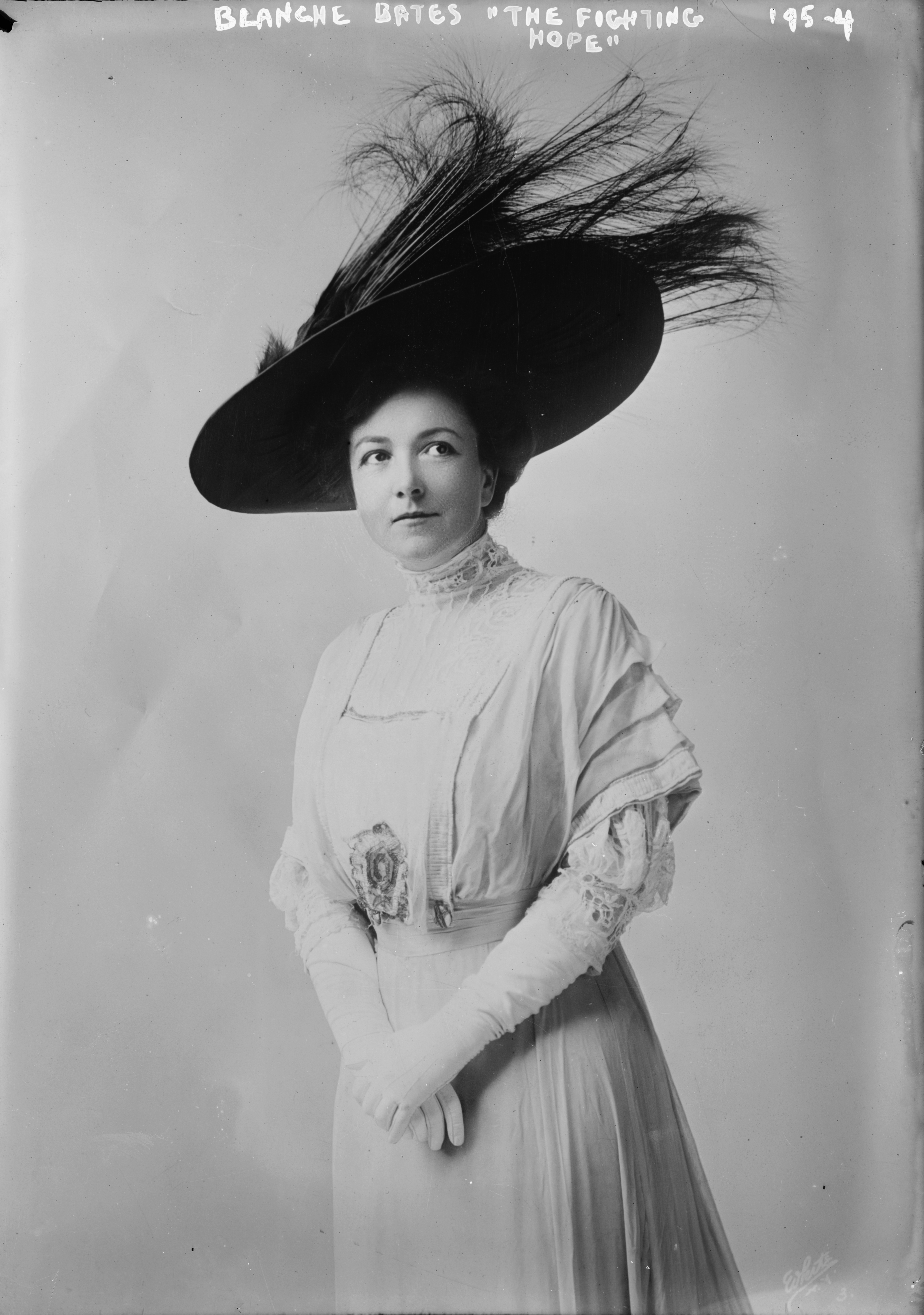
米国の女優ブランチ・ベイツ（英語版）。 "The Fighting Hope"での衣装を着用。
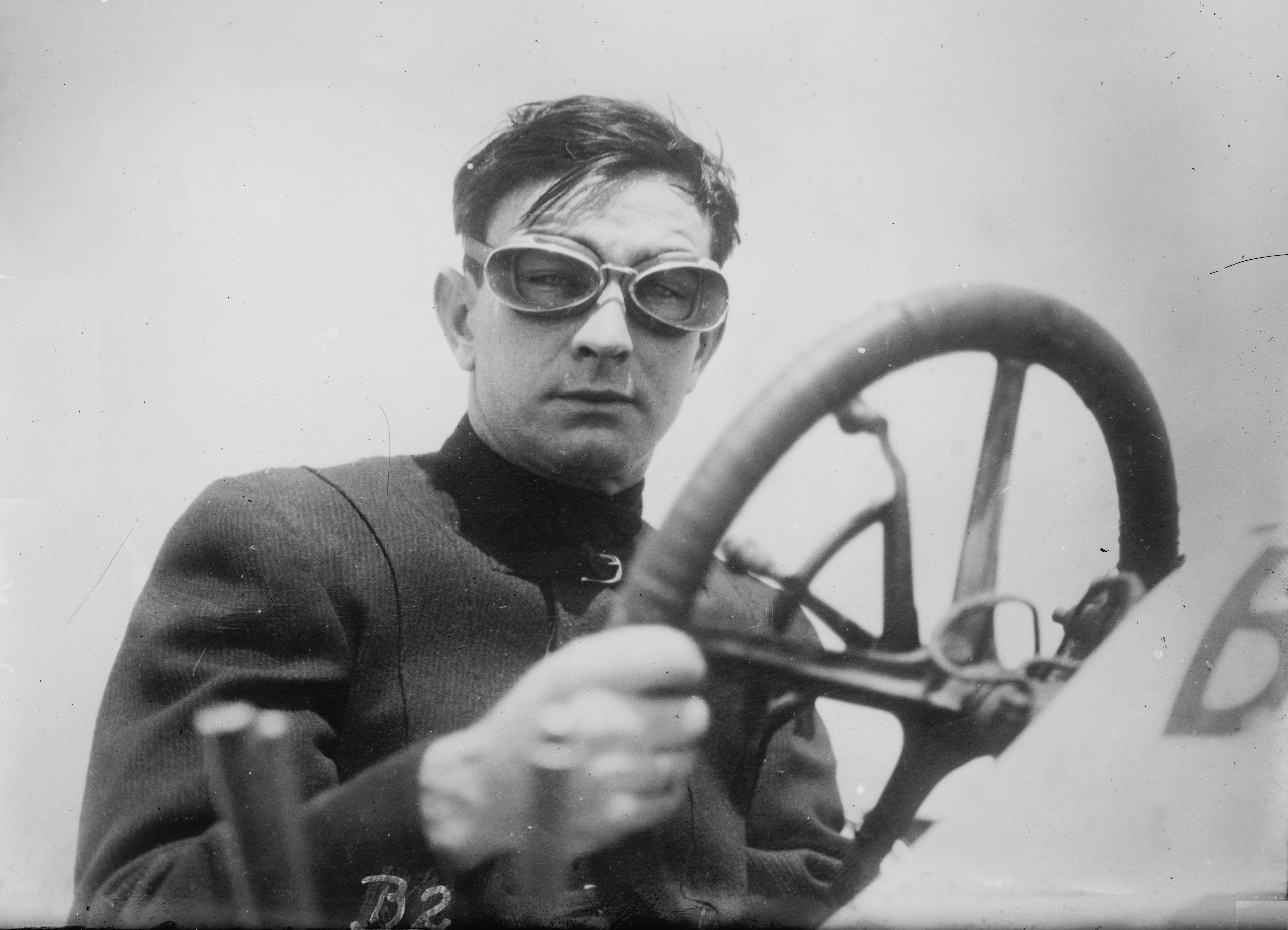
レーシング・ドライバーBob Burman。1911年
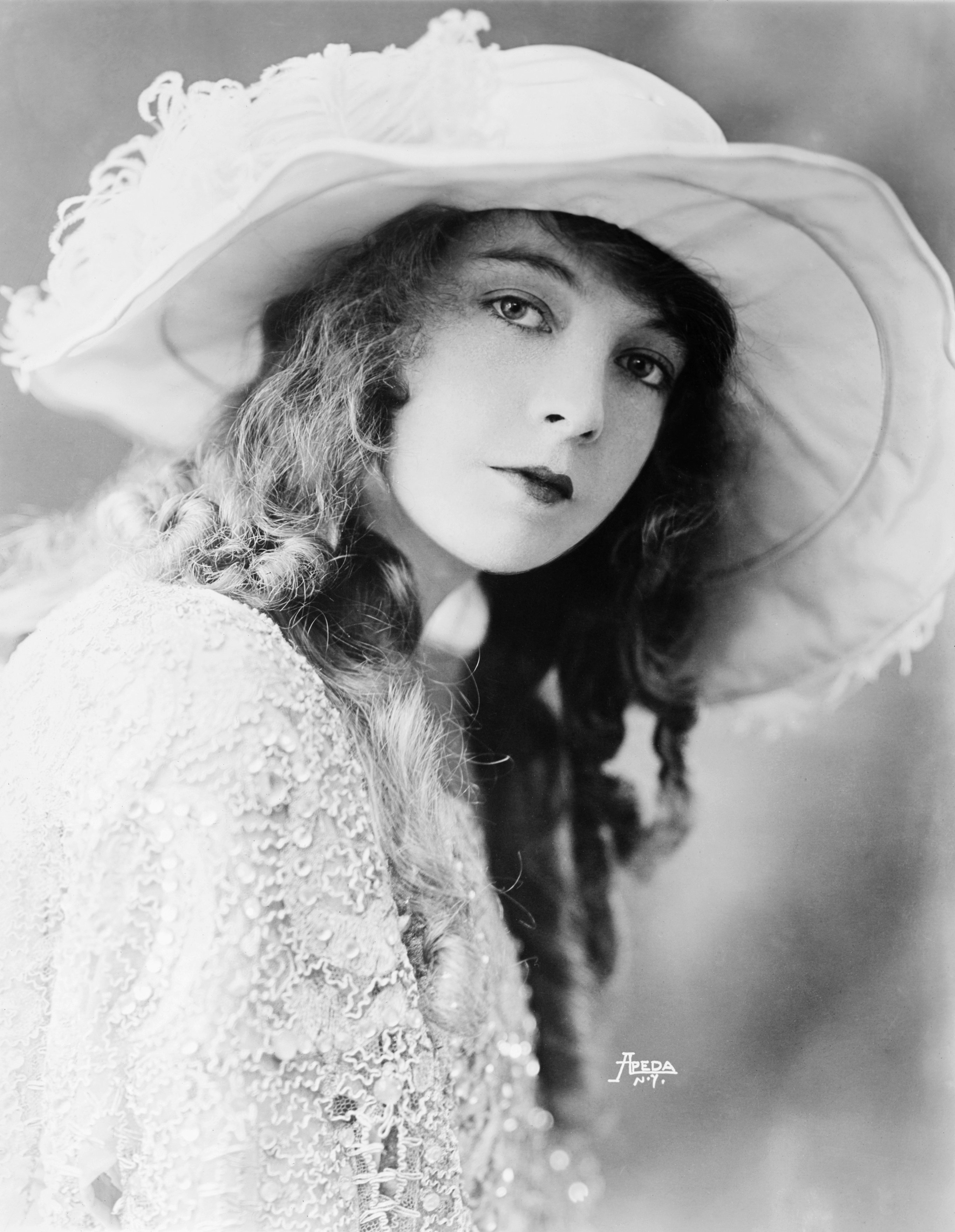
女優リリアン・ギッシュ。1911年
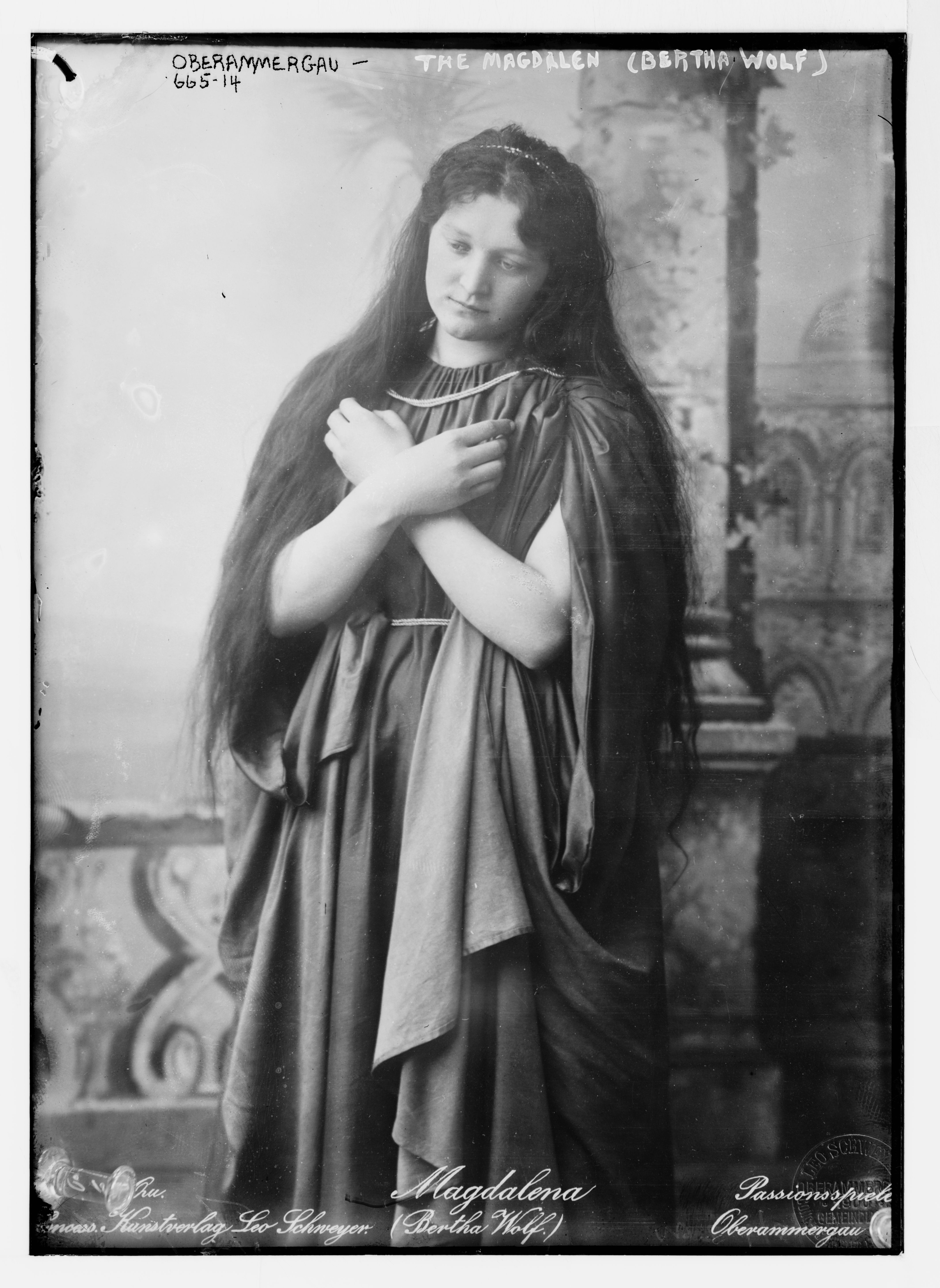
オーバーアマガウの受難劇でマグダラのマリアを演じるBertha Wolf。1900年
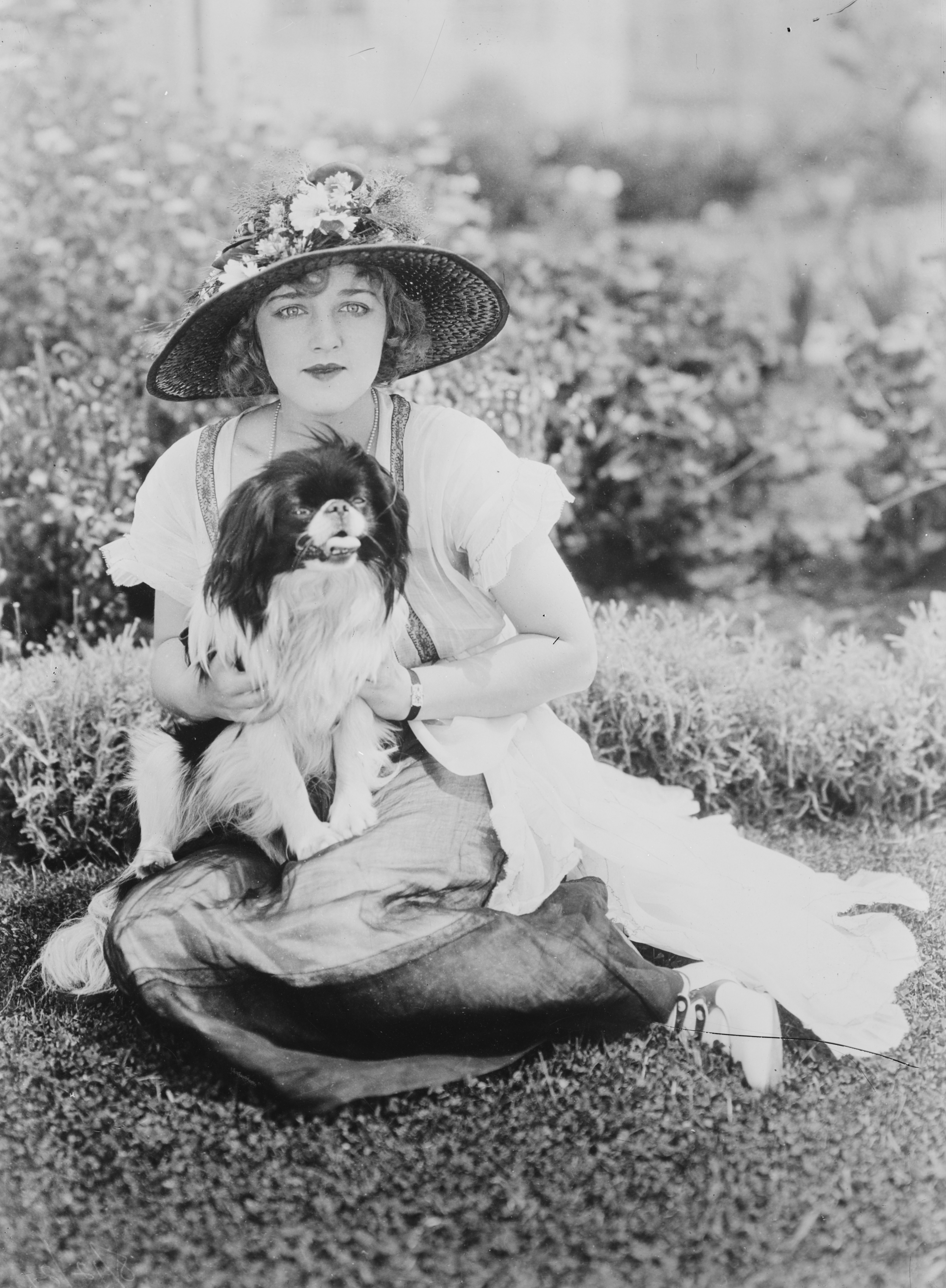
女優ミルドレッド・デイヴィス、1921年
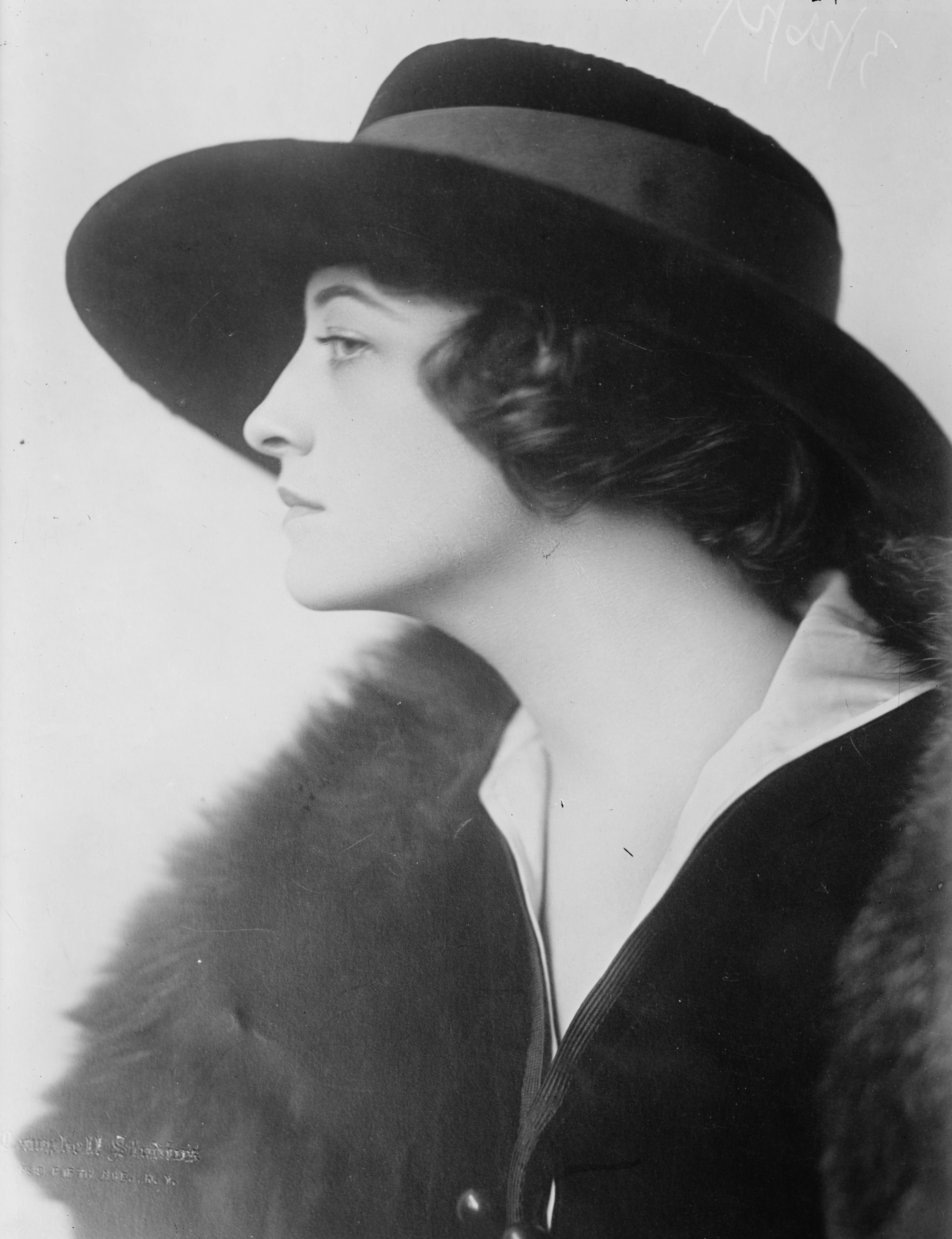
女優ポーリン・フレデリック（英語版）
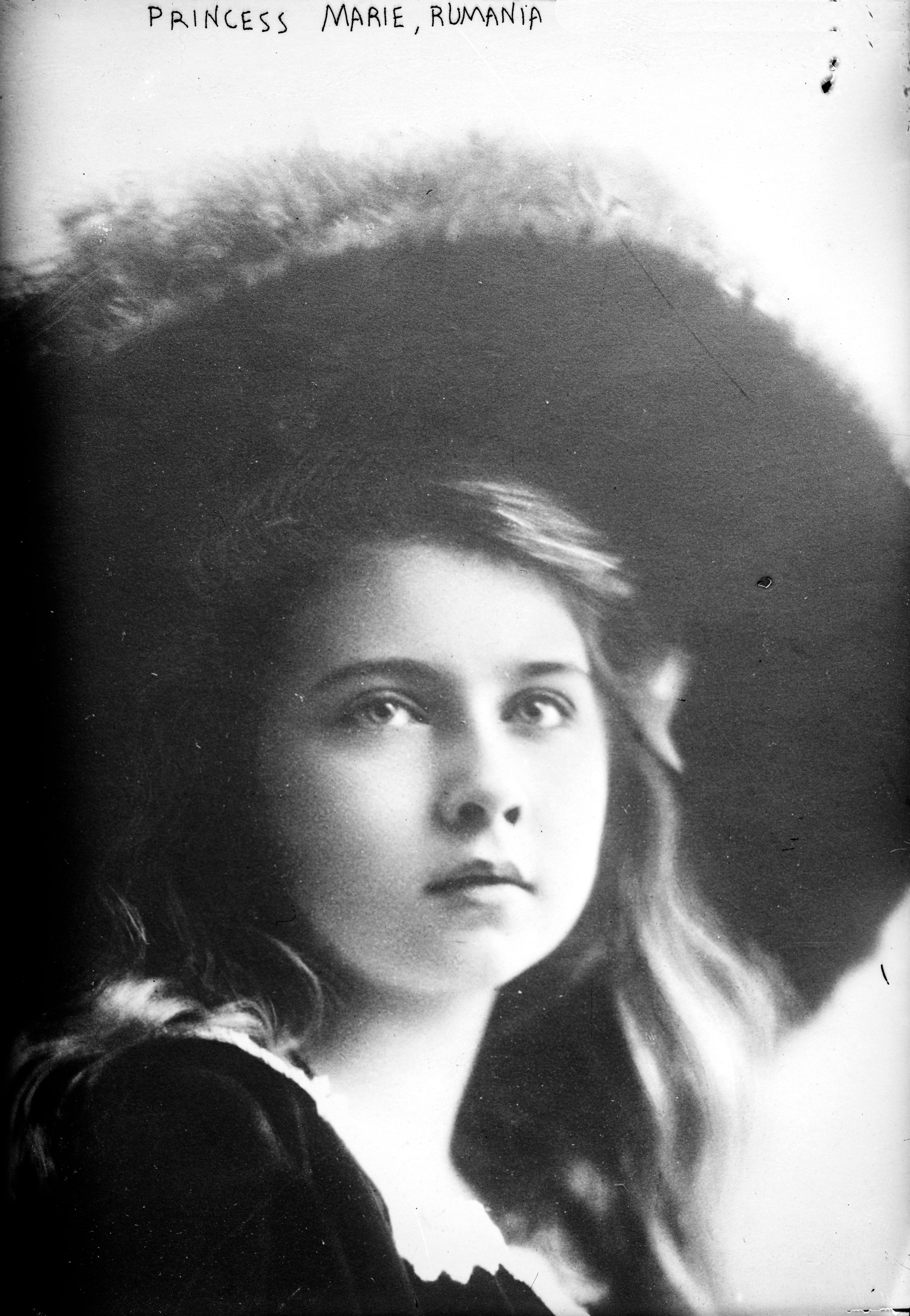
ルーマニア王女マリア。のちのユーゴスラビア王妃
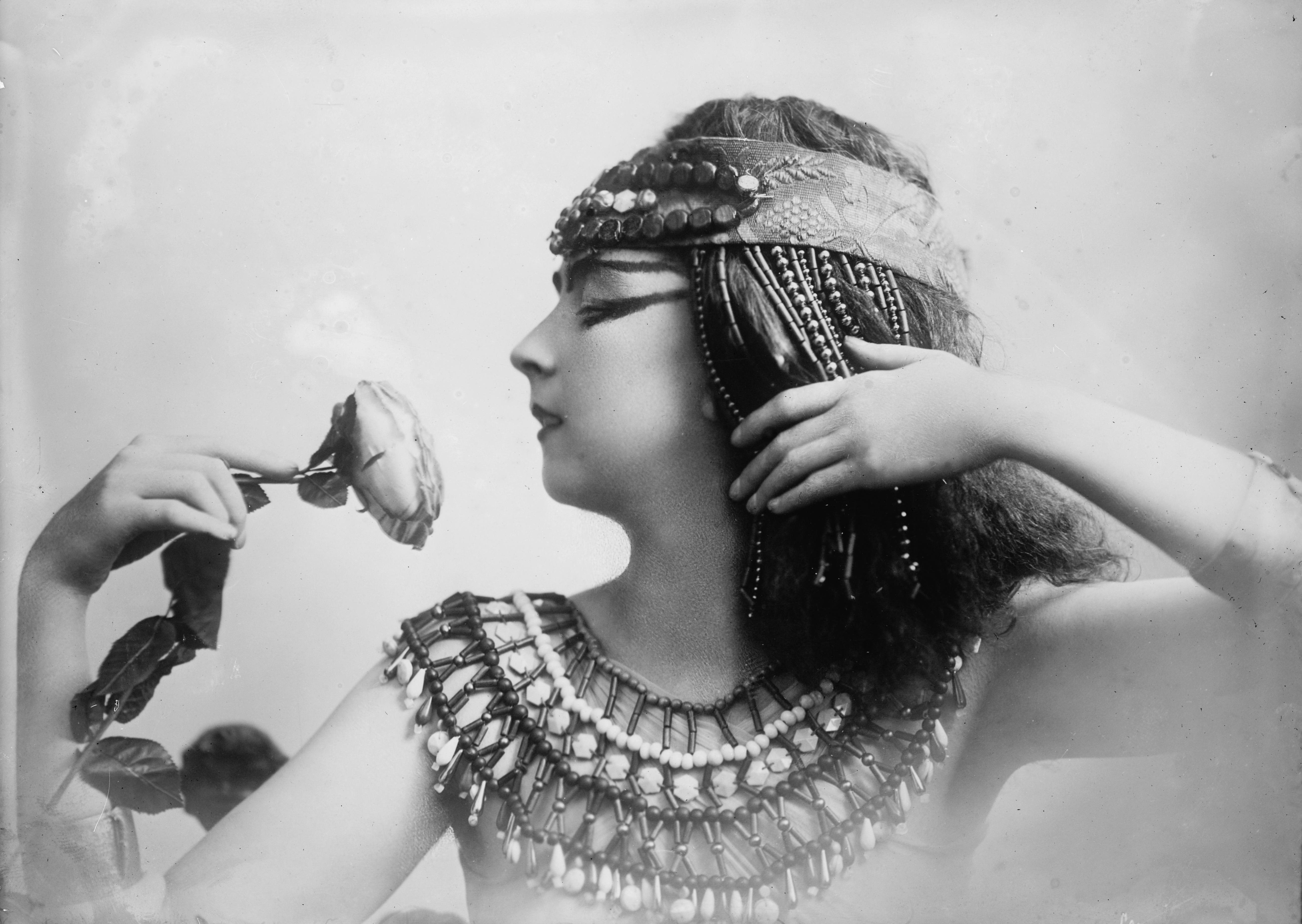
舞踏家ルース・セント・デニス
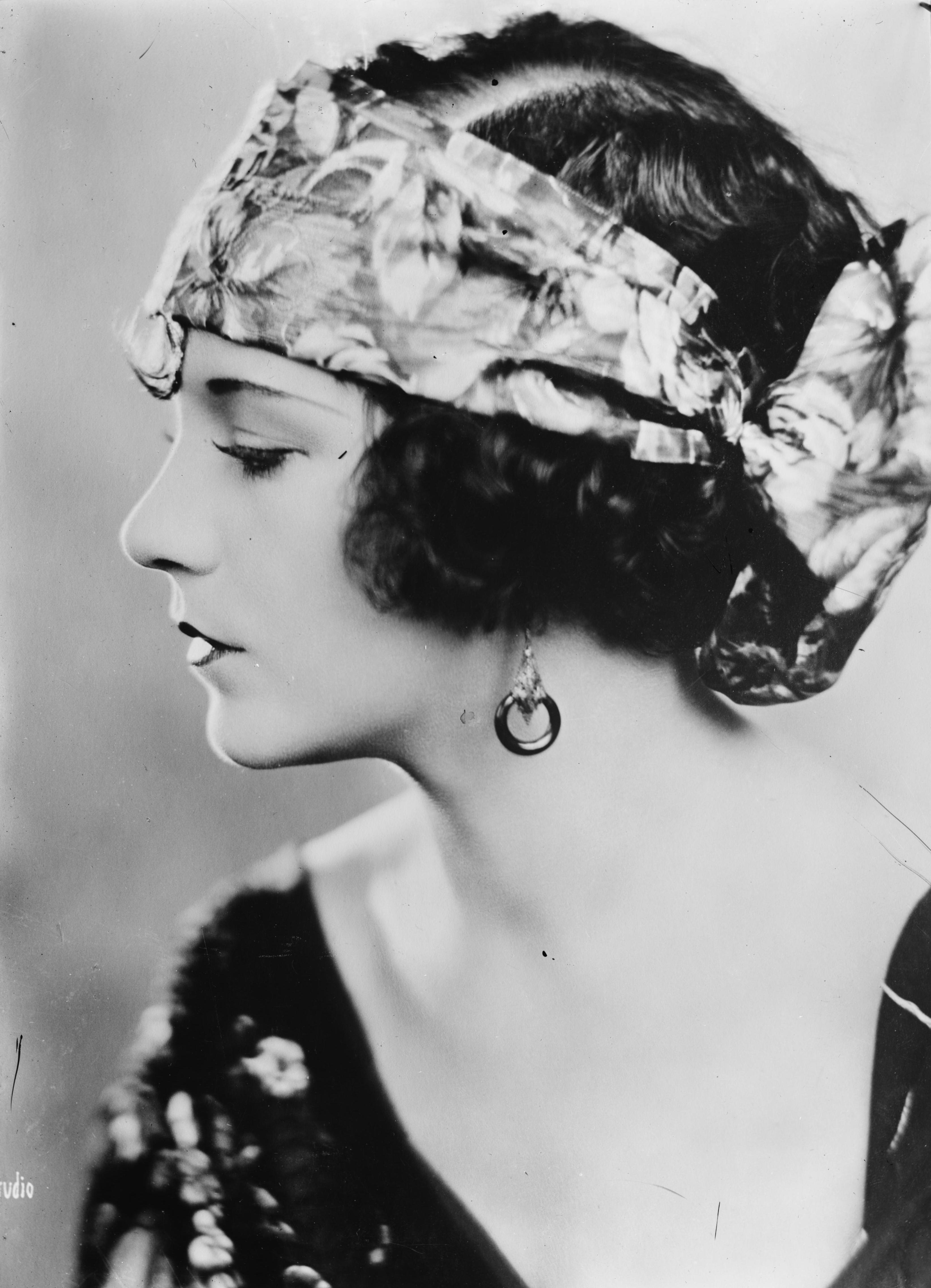
女優ヴァイオラ・ダナ（英語版）
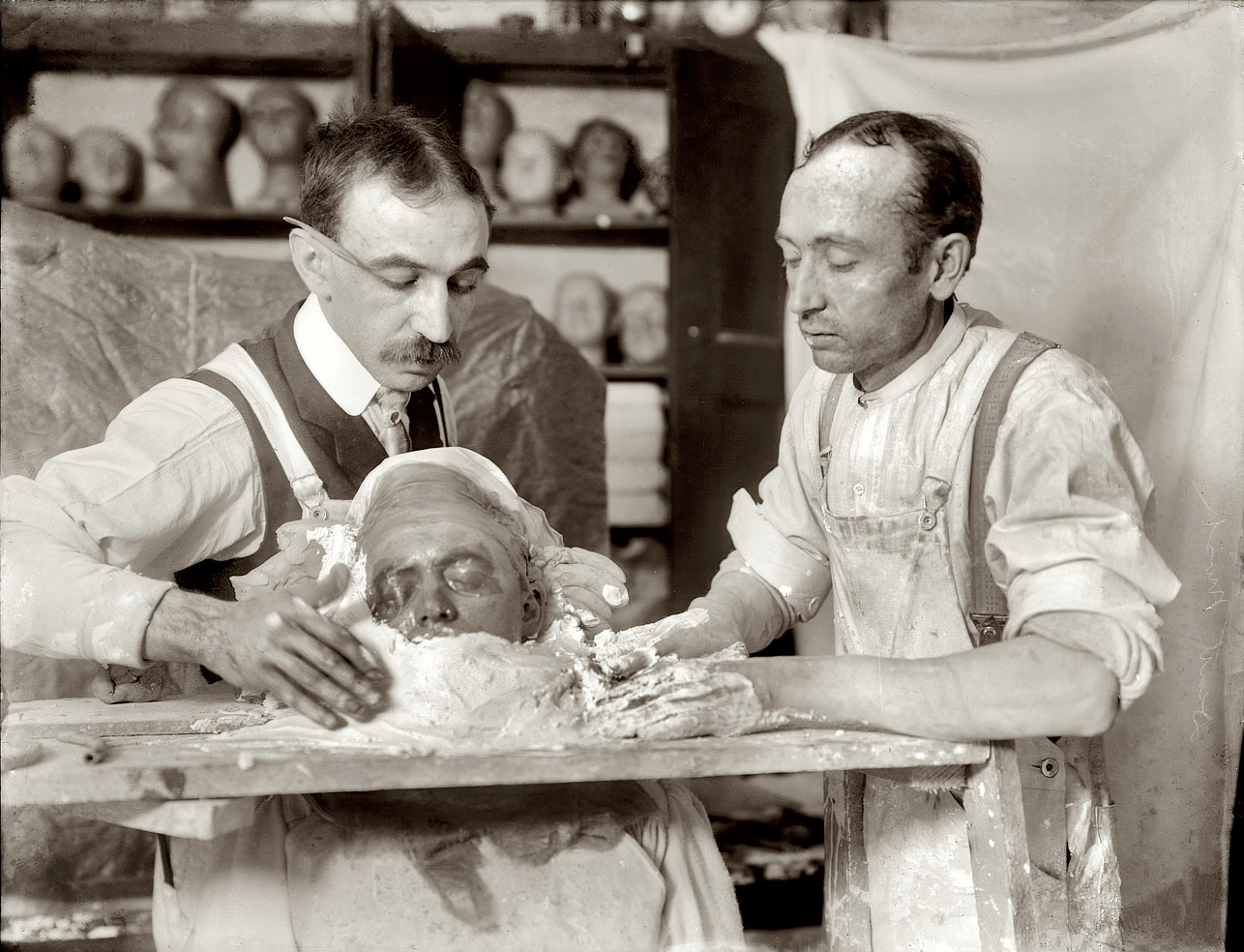
デスマスクの製作、1908年
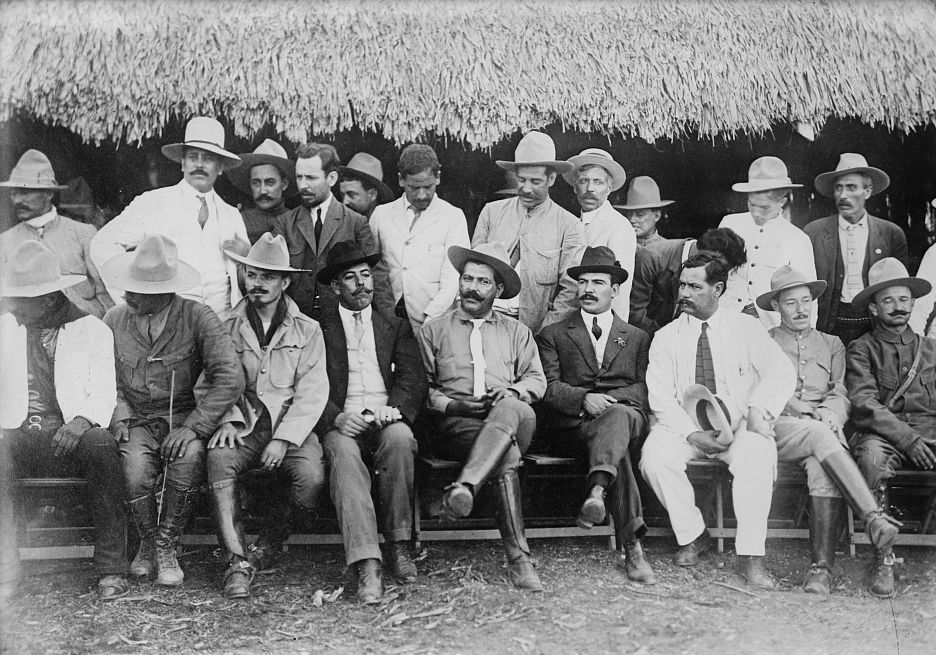
メキシコのルチオ・ブランコ（英語版）将軍と幕僚たち。1913年頃
指揮者ハンス・クナッパーツブッシュ、1915年
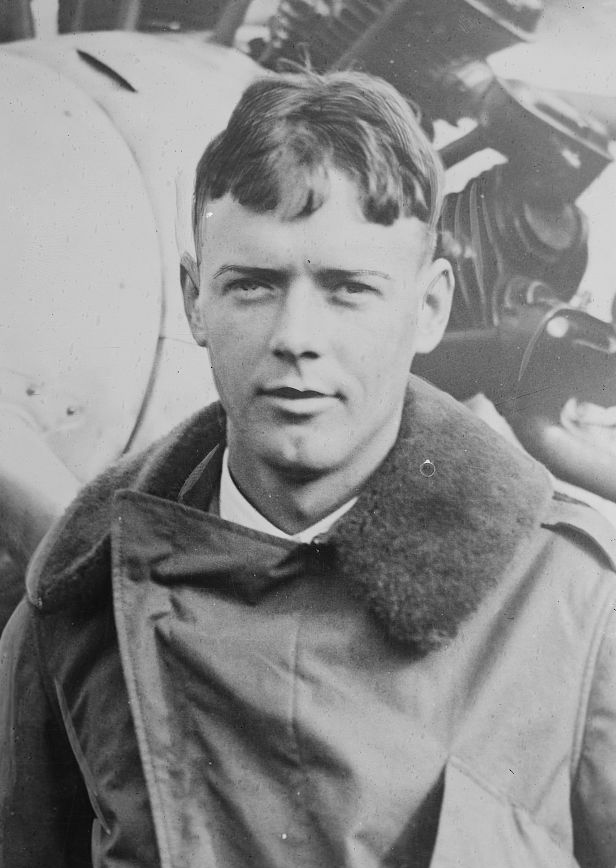
チャールズ・リンドバーグ、1927年頃